# Línguas gbe
As línguas gbe  (em jeje: ɡbè ) formam um subgrupo de cerca de vinte idiomas relacionados, distribuídos entre o leste de Gana e o oeste da Nigéria. Tradicionalmente eram classificados no grupo  kwa das línguas níger-congo. Todavia, mais recentemente, foram reclassificados no grupo Volta-Níger. 
Incluem cinco grandes grupos de dialetos: jeje (ewe), fon, aja, mina (gen), gun (gungbe) e phla–pherá.
O número total de falantes desses idiomas é estimado entre quatro e oito milhões, sendo o jeje o mais difundido, com três milhões, que se distribuem entre  Gana e o Togo, seguido do fon, com 1,7 milhões, localizados principalmente no Benim.
A maioria dos povos de línguas gbe veio do leste, em várias migrações, entre os séculos X e XV. No entanto, acredita-se que, antes disso, grupos falantes de phla-pherá já habitassem a área e tenham então se miscigenado com imigrantes gbe. Quanto ao grupo falante de gen (mina), provavelmente seria originário do povo ga-adangbe, de Gana. 
No final do século XVIII, muitos falantes de gbe foram escravizados e transportados para o Novo Mundo, razão pela qual se supõe que as línguas gbe tenham desempenhado algum papel na gênese de várias línguas crioulas do Caribe, especialmente o crioulo haitiano e o sranantongo (crioulo surinamês)
Por volta de 1840, missionários alemães iniciaram pesquisas linguísticas sobre as línguas gbe. Na primeira metade do século XX, o africanista Diedrich Hermann Westermann foi um dos colaboradores mais prolíficos desses estudos. A primeira classificação das línguas gbe foi publicada em 1988, por H.B. Capo, seguida por uma fonologia comparativa, publicada em 1991. As línguas gbe são tonais e isolantes, e a  estrutura básica da oração é sujeito-verbo-objeto.